# ابوشی اویا
ابوشی اویا (به ژاپنی: 烏帽子親 えぼしおや)، شخصی است که مراسم بر سر گذاشتن کلاه را در مراسم گنبوکو انجام می‌دهد. گنپوکو مراسمی است که از دوره نارا در ژاپن برای ورود به بزرگسالی یا سن قانونی برگزار می‌شود. یکی از مناسک گذار است.
آداب و رسوم گنبوکو بسته به دوره، منطقه و طبقه بسیار متفاوت است. اشراف خاندان توجو به بالا کانموری بر سر می‌گذاشتند، در حالی که خانواده‌های سامورایی و آنهایی که در طبقه پایین‌تر بودند به جای کانموری از ابوشی استفاده می‌کردند. پس از قرون وسطی، سردرگمی به وجود آمد و حتی زمانی که از ابوشی استفاده می‌شد، آن را «کاکان» می‌گفتند و در اوایل دوران معاصر، ابوشی نیز حذف شد و فقط تراشیدن سر به شکل مخصوص ساکایاکی ja:さかやき کافی بود.
«گن» به گردن (=سر) و «بوکو» به پوشیدن اشاره دارد، بنابراین به معنای «گذاشتن کانموری بر سر» است. مراسم بزرگ شدن کوگه (اشراف) زن را موگی ja:裳着 می‌گویند.
در مراسمی پسری بین ۱۲ تا ۱۶ ساله طبق محاسبه سنی آسیای شرقی (تئوری‌های مختلفی برای تعیین زمان انجام وجود دارد)، در مقابل زیارتگاه اوجی‌گامی (خدای نگهبان) خود لباس بزرگسالان می‌پوشید، و مدل موی خود را عوض می‌کرد.